# Cần sa tại Uruguay
Dự luật chính thức cho phép mở thị trường cần sa (marijuana) đầu tiên trên thế giới được quốc hội Uruguay thông qua tối Thứ Ba ngày 10 tháng 12 năm 2013 và được Tổng thống Jose Mujica ký ban hành ngày 23 tháng 12.

## Hợp thức hóa
Julio Calzada, giám đốc cơ quan kiểm soát ma túy, nói trong một cuộc phỏng vấn tháng 12 năm 2013 rằng sẽ rất vất vả để đưa ra những quy định về hoạt động cho thị trường sẽ khỏi sự trong 120 ngày nữa vì cho đến nay chưa có một kế hoạch nào được chuẩn bị cho việc này: "Chúng tôi muốn áp dụng đường lối mới vì những biện pháp cũ không kiểm soát và hạn chế được việc sử dụng cũng như buôn bán ma túy".
Cho đến đầu thập niên 2010, có khoảng 200,000 người thường xuyên sử dụng cần sa tại quốc gia 3.3 triệu dân này. Như vậy chỉ cần 10 hecta (25 mẫu) trồng cần sa là đủ cung cấp cho thị trường nội địa. Như vậy để cho chính sách công khai hóa cần sa thành công sẽ phải làm sao giữ cho thị trường ở mức nhỏ, kiểm soát được và có lợi.

## Thăm dò
Thăm dò dư luận năm 2012-13 cho biết 2/3 dân chúng Uruguay chống kế hoạch hợp pháp hóa cần sa.